# François Bégaudeau
François Marie Bégaudeau conhecido apenas como François Bégaudeau (Luçon, 2 de março de 1971) é um escritor de ficção e drama francês, conhecido por seu livro Entre les Murs, que depois viraria filme e teria o próprio autor como o personagem principal, um professor.

## Biografia

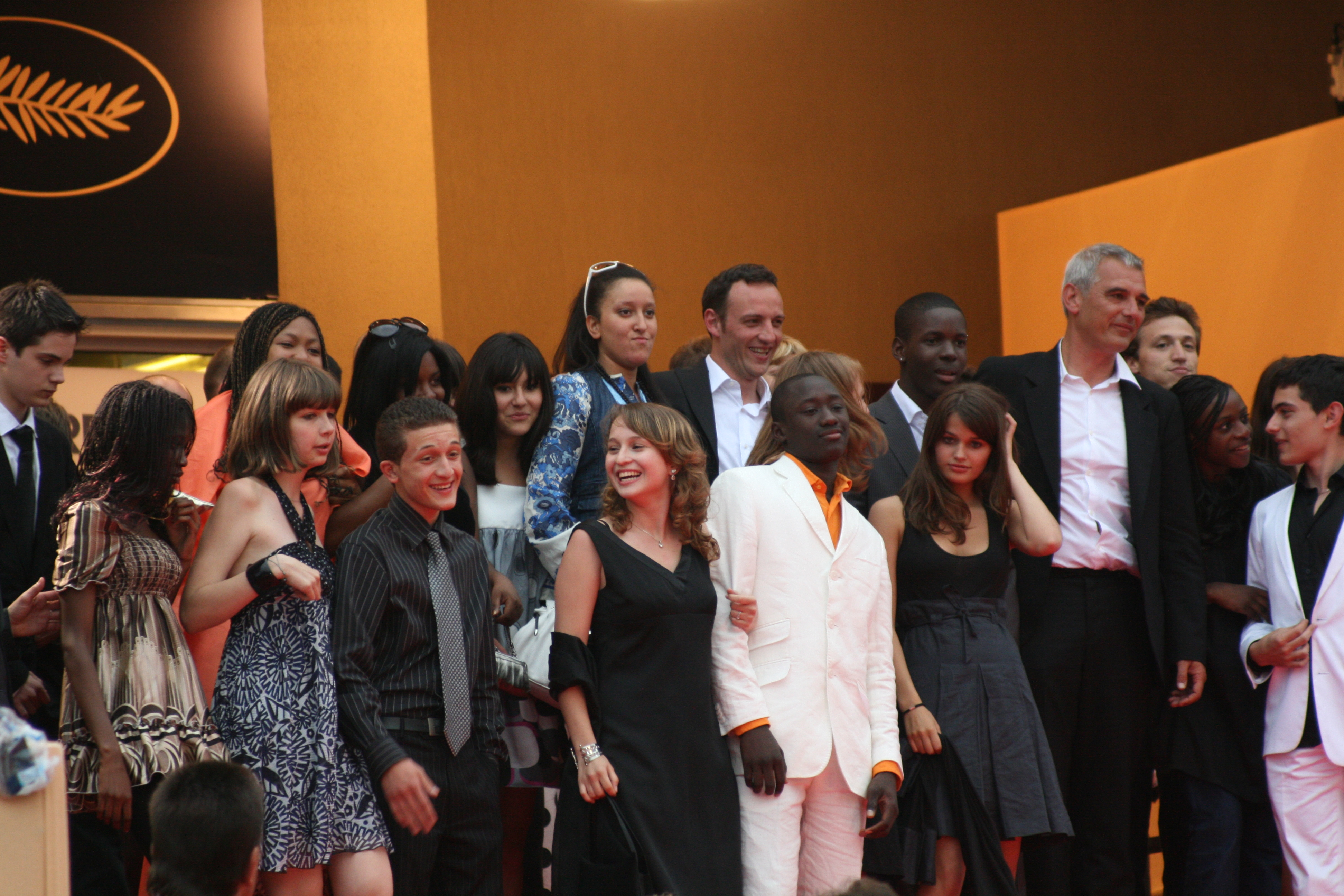
Apresentação do elenco do filme Entre les Murs em Cannes. François é o quarto de cima

Filho de professores, François Bégaudeau nasceu em Luçon, Vendée, mas passou toda a sua infância em  Nantes, onde fez estudos de letras modernas.  Ele foi  cantor e dialogista  do grupo punk Zabriskie Point, de 1992 a 1999.  Depois de receber seu diploma em Literatura, ele ensinou em Dreux, uma pequena cidade do interior da França. Ele publicou seu primeiro romance, Jouer juste, em 2003. Em 2005, ele publicou Dans la Diagonale e Un démocrate, Mick Jagger 1960-1969, um relato romanceado da vida de Mick Jagger.
Em 2006, seu terceiro romance, intitulado Entre les murs,  inspirado a partir de sua experiência como professor na Zona de educação prioritária (ZEP),no Colégio Mozart em Paris, foi coroado com  o Prêmio  France Culture / Télérama. François Bégaudeau é um crítico de cinema para a versão francesa da Playboy, tendo trabalhado anteriormente para o Cahiers du cinéma.
Ele também foi um colaborador regular de várias revistas francesas, incluindo "Inculte", "Transfuge" e "So Foot".
Ele participa da emissão de Canal + televisão, ‘’Le Cercle’’, emissão sobre a atualidade cinematográfica dirigida por Frédéric Beigbeder desde setembro de 2007Ele participa da emissão de Canal + televisão, ‘’Le Cercle’’, emissão sobre a atualidade cinematográfica dirigida por Frédéric Beigbeder  desde setembro de 2007.
Colabora ainda com a emissão Ça balance à Paris, produzida pela cadeia de televisão Paris Première. É atualmente redator  chefe adjunto das páginas cinematográficas da revista Transfuge, onde escreve uma crônica literária desde 2005.
Ele trabalhou no roteiro de Entre les murs, um filme baseado em seu romance de 2006, em colaboração com Laurent Cantet. O filme  foi um grande sucesso comercial, tendo atraido  356.494 espectadores  em  cinco dias e em  368 cinemas .  Ele também estrelou no filme que recebeu a Palma de Ouro no Festival de Cannes 2008, e uma nomeação ao Óscar para Melhor Filme Estrangeiro em 2009 (embora tivesse perdido para o Japão's Departures). A versão em Inglês de Entre les murs foi publicado em abril de 2009 pela Seven Stories Press sob o título The Class.

## Publicações

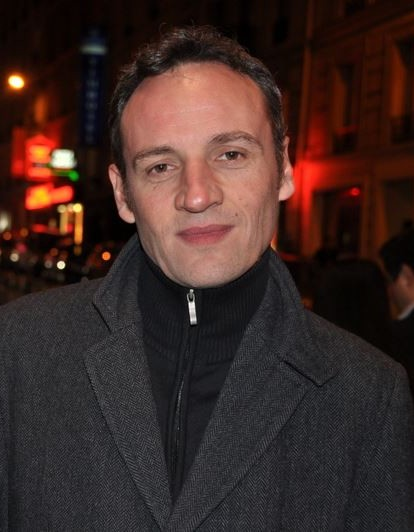
François Bégaudeau em décembre de 2011.

### Ficção
- Entre os muros da escola  : ISBN  8-56163-513-4
- ’’Jouer juste’’(Basta jogar),  Éditions Verticales, 2003,  ISBN 2-84335-158-8
- ‘’Dans la diagonale’’ (Na diagonal), Edições  Verticales, 2005,  ISBN 2-84335-202-9
- Un démocrate’’ (Um democrata): Mick Jagger 1960-1969, Edições  Naïve Records, 2005, ISBN 2-350-21001-4
- Entre les murs (Entre os muros) Éditions Verticales,  2006, ISBN 2-07077-691-3
- Colaboração para  Une chic fille (Uma rapariga elegante), obra coletiva, Edições  Naïve Records, 2008 , ISBN  978-2-3502-1140-4
- Vers la douceur (Em direção da doçura ), Edições  Verticales, 2009, ISBN 2-07-012301-8
- La Blessure, la vraie (A Ferida, a verdadeira) , Edições  Verticales, 2011, ISBN 978-2-07-013107-5
- Au début (No início),  Edições  Alma, 2012
- Deux singes ou Ma vie politique (Dois macacos ou Minha vida política),  Edições  Verticales, 2013, ISBN 978-2-07-013980-4

### Ensaios
- Colaboração para  Débuter dans l'enseignement : Témoignages d'enseignants, conseils d'experts, obra  coletiva, ESF, 2006
- Colaboração para  Devenirs du roman, ouvrage collectif (Naïve Records), 2007
- Collaboration à Une année en France : Réferendum/banlieues/CPE, ouvrage collectif, Gallimard, 2007
- Codirection avec Xavier de La Porte de Le sport par les gestes, Calmann-Lévy, 2007
- Collaboration à Remix # 4, ouvrage collectif, Hachette Littératures, 2008
- Antimanuel de Litterature, éditions Bréal, 2008 ISBN 2-74950-328-0
- Collaboration à La Politique par le sport, ouvrage collectif, Éditions Denoël, coll. "Médiations", 2009 ISBN 978-2207261330
- Parce que ça nous plaît : L’invention de la jeunesse, avec Joy Sorman, Larousse, collection « Philosopher », 2010 ISBN 978-2035842930
- Tu seras un écrivain mon fils,  éditions Bréal, 2011 ISBN 2749530547
- « Une vie périphérique » dans le magazine Megalopolis, mars 2012

### Juventude
- L’invention du jeu, roman, Hélium éditions, 2009

### Teatro
- Le problème, Théâtre Ouvert éditions, collection Tapuscrit numéro 119, 2008 ISBN 2-904742-91-0 Erro de parâmetro em {{ISBN}}: soma de verificação
- Le foie, éditions Théâtre Ouvert, 2012